# A magyar jégkorong-válogatott mérkőzései 1958-ban

## Eredmények
Barátságos mérkőzés
| 91. mérkőzés 1958. február 23. | Jugoszlávia | 1 – 1           | Magyarország | Jesenice Nézőszám: 5000 Játékvezetők: Pogacnik Újfalusi |
| 91. mérkőzés 1958. február 23. | Trebusak    | (1:0, 0:0, 0:1) | Zsitva       | Jesenice Nézőszám: 5000 Játékvezetők: Pogacnik Újfalusi |

Barátságos mérkőzés
| 92. mérkőzés 1958. március 2. | Magyarország                    | 6 – 2           | Jugoszlávia | Budapest, Millenáris Nézőszám: 1000 Játékvezetők: Lombar Újfalusi |
| 92. mérkőzés 1958. március 2. | Boróczi Lőrincz Kenderesy Simon | (2:1, 1:1, 3:0) | Valentar    | Budapest, Millenáris Nézőszám: 1000 Játékvezetők: Lombar Újfalusi |